# Gregório Francisco de Miranda
Gregório Francisco de Miranda, primeiro barão de Abadia CvNSC (Campos dos Goytacazes, 12 de setembro de 1794 — Campos dos Goytacazes, 25 de fevereiro de 1850) foi um fazendeiro e proprietário de engenho de cana-de-açúcar na região de Campos, além de sargento-mor das ordenanças da vila de São Salvador dos Campos dos Goitacases e tenente-coronel do 18º Batalhão de Milícias, destacando-se militarmente durante as turbulências do período regencial. Provedor da Santa Casa de Campos.
Filho do Sargento-Mor Gregório Francisco de Miranda (1736-1808) e de Mariana Francisca de Assumção Cruz Pinto (1753-1833), e irmão da baronesa da Lagoa Dourada. Casou-se com Maria Isabel de Gusmão, baronesa consorte de Abadia. Neto paterno de João Francisco de Miranda (1695-1769) e de Maria Lopes (1702-1760), naturais de Braga; e neto materno do alferes Agostinho Francisco da Cruz e de Maria das Neves Pinto.

## Títulos nobiliárquicos e honrarias
Agraciado como cavaleiro da Imperial Ordem de Cristo e da Ordem de Nossa Senhora da Conceição de Vila Viçosa, além de ter recebido a comenda da Ordem de São Januário de Nápoles. Era Fidalgo da Casa Imperial.
Barão de Abadia
Título conferido por decreto imperial em 15 de abril de 1847. Faz referência ao então povoado de Abadia, na região da cidade de Campos dos Goytacazes. Este título foi também usado por Francisco Dionísio Machado Faria (1850—1904), 2.º barão de Abadia.